# Chiesa di San Marcello al Corso
La chiesa di San Marcello al Corso è un luogo di culto cattolico di Roma, situato nel rione Trevi, lungo via del Corso. È la chiesa del titolo cardinalizio di San Marcello.

## Storia

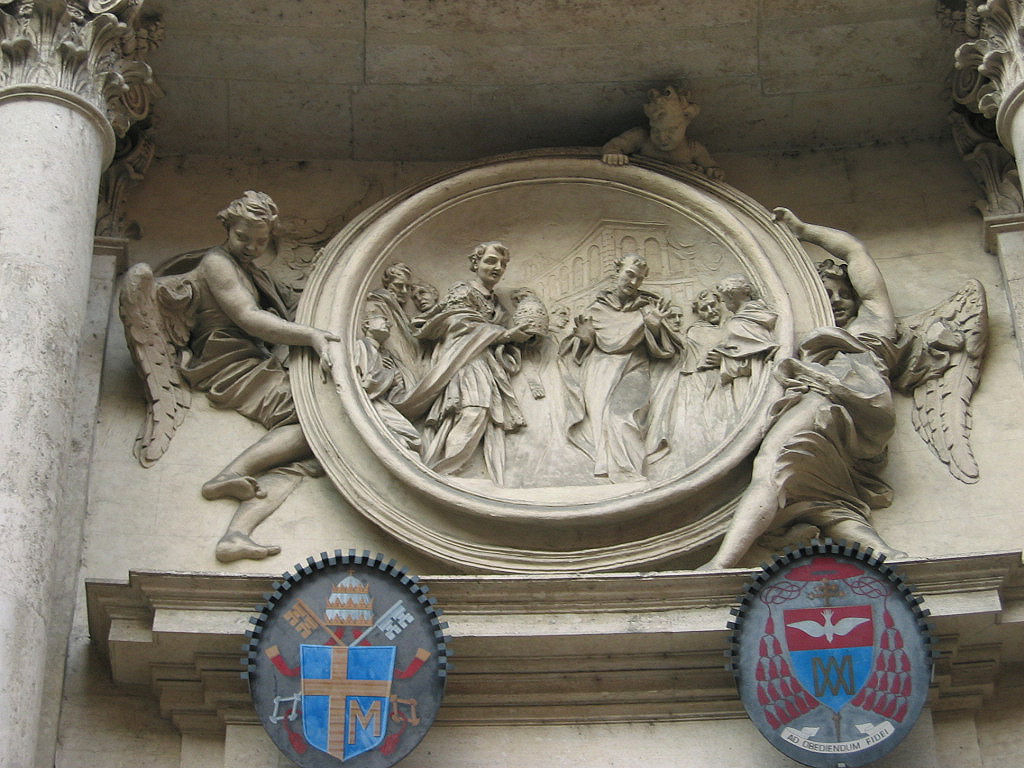
San Filippo Benizi rifiuta la tiara papale, Antonio Raggi (facciata)

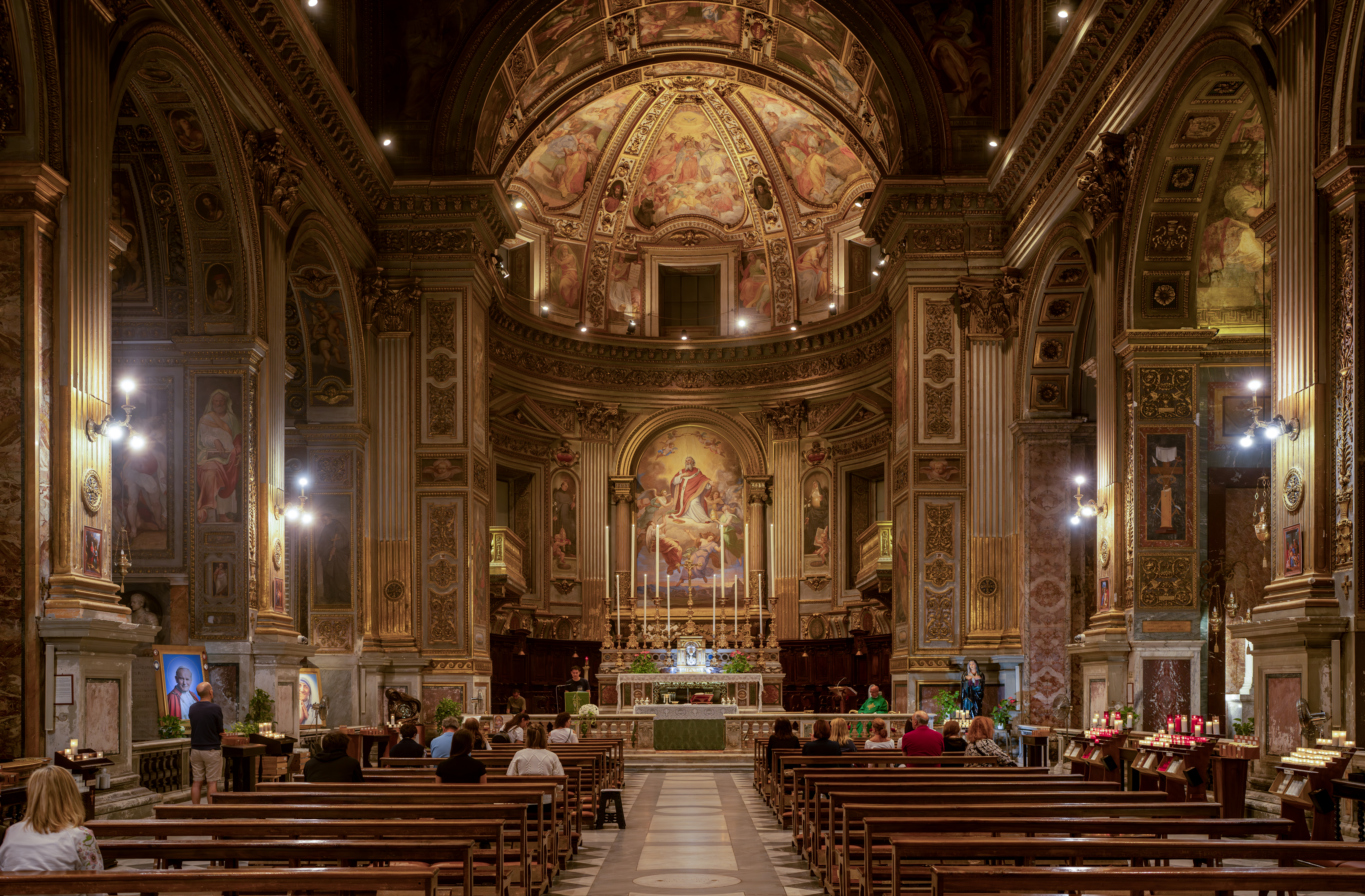
L'interno.

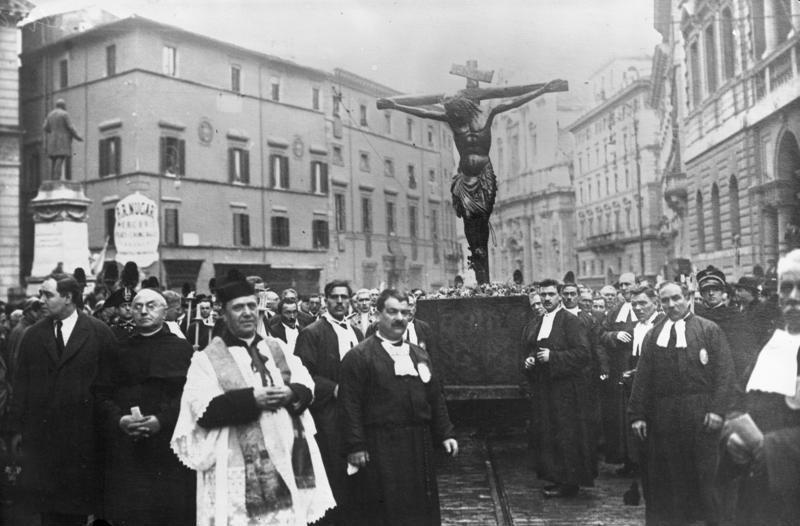
La processione del Crocifisso a corso Vittorio nel 1931

Sebbene la tradizione voglia che la chiesa sia stata costruita sopra la prigione di papa Marcello I (morto nel 309), è noto che il Titulus Marcelli era presente non più tardi del 418, quando vi fu eletto papa Bonifacio I. La litania settiforme, comandata da papa Gregorio I nel 590, vide gli uomini muoversi da San Marcello. 

Secondo la tradizione riportata dal Liber Pontificalis sul luogo della chiesa sorgeva la domus di Lucina, che insieme a Marcello trasferì le reliquie dei martiri dalla via Salaria all'Ostiense
Nell'VIII secolo, papa Adriano I fece costruire una chiesa nello stesso luogo, che attualmente si trova al di sotto la chiesa moderna.
Davanti alla chiesa di san Marcello, adiacente alle abitazioni dei Colonna di Palestrina detti di Sciarra, che allora aveva l'accesso sul lato opposto all'attuale, rimase esposto per due giorni il cadavere di Cola di Rienzo, linciato dal popolo l'8 settembre 1354.
La chiesa è amministrata e di proprietà dell'Ordine dei Serviti dal 1369.
Il 22 maggio 1519 un incendio distrusse la chiesa. Dall'incendio si salvò un antico crocifisso in legno del XIV secolo. Il fatto apparve miracoloso, e ne nacque un gruppo di preghiera che fu detto "Compagnia del SS. Crocifisso". Tre anni dopo, nel 1522, la città fu colpita dalla peste. Il crocifisso fu tratto fuori dal convento che lo ospitava e portato in processione per la città per ben 16 giorni, dal 4 al 20 agosto, al termine dei quali la peste si fermò. La processione del Crocifisso continuò così ad essere ripetuta per secoli, il giovedì santo, lungo il percorso da San Marcello a San Pietro. La Compagnia, divenuta Arciconfraternita, si trasferì poi (nel 1568) nel vicino Oratorio del Crocifisso..
Per la ricostruzione dell'edificio, venne avviata una raccolta di fondi che però furono in parte utilizzati per corrompere i contadini che stavano saccheggiando la città durante il Sacco di Roma del 1527. Il progetto originale di ricostruzione della chiesa fu ideato da Jacopo Sansovino, che però fuggì dalla città durante il sacco di Roma e non tornò mai più a finirla. I lavori furono così proseguiti da Antonio da Sangallo il Giovane, che ricostruì la chiesa. Nel 1530 un'alluvione del Tevere danneggiò nuovamente la chiesa. Solo nel 1692-1697 la chiesa fu completata con la facciata realizzata da Carlo Fontana e commissionata da monsignor Marcantonio Cataldi Boncompagni. Rispetto alla chiesa paleocristiana, quella rinascimentale ebbe un orientamento opposto, e l'ingresso principale fu rivolto verso la prestigiosa via del Corso, in luogo dell'antico transetto.
Le statue esterne in travertino sono state scolpite da Francesco Cavallini, mentre il bassorilievo in stucco sopra l'ingresso, con la raffigurazione di San Filippo Benizi (membro dell'ordine dei Serviti), è opera di Antonio Raggi.
Sotto l'altare maggiore, decorato con opus sectile del XII secolo, si trovano le reliquie di diversi santi, tra cui quelle di papa Marcello e di Santa Digna e Santa Emerita. L'ultima cappella a sinistra è dedicata a San Filippo Benizi. La decorazione tardobarocca contiene sculture di Francesco Cavallini e rilievi di Ercole Ferrata ed Antonio Raggi. La prima cappella a sinistra ha la doppia tomba del cardinale Giovanni Michiel e del nipote Antonio Orso scolpita da Jacopo Sansovino.
Dietro la facciata si trova una Crocifissione del 1613 di Giovanni Battista Ricci. La tomba del cardinale Cennino fu scolpita da Giovanni Francesco de' Rossi (la Vecchietta). Lungo la destra, la prima cappella del marchese Maccarani conserva una Annunciazione di Lazzaro Baldi; nella seconda cappella c'è il Martirio delle Sante Digna ed Emerita del 1727 di Pietro Andrea Barberi Pucciardi (architettura di Francesco Ferrari); nella terza cappella è affrescata una Madonna con il bambino della fine del XIV secolo, episodi della vita della Vergine di Francesco Salviati, affresco e dipinti di Giovan Battista Ricci; nella quarta cappella una Creazione di Eva e gli evangelisti Marco e Giovanni, affreschi di Perino del Vaga, Matteo e Luca iniziati da Perino del Vaga e terminati da Daniele da Volterra. All'interno, un ciborio del 1691 progettato da Carlo Bizzaccheri; nella quinta cappella dedicata a San Pellegrino Laziosi, vi è un monumento al cardinale Fabrizio Paolucci del 1726 di Pietro Bracci e sono custoditi la pala dell'altare San Pellegrino Laziosi risanato dal Redentore (1725), la Guarigione di un fanciullo cieco e il Miracolo della Madonna del fuoco di Aureliano Milani e pitture laterali di Domenico Corvi; e un monumento al cardinale Camillo Paolucci del 1776 di Tommaso Righi. Nella navata sinistra, nella quinta cappella, un San Filippo Benizi, assistito da Sant'Alessio Falconieri, consegna il libro della regola a Santa Giuliana Falconieri del 1725 di Pier Leone Ghezzi; nella quarta una Conversione di San Paolo del 1560 di Federico Zuccari e del fratello Taddeo e, ai lati, la Storia di San Paolo. All'interno della cappella sono conservati i busti di Muzio, Roberto, Lelio Frangipane di Alessandro Algardi (1630-40). Nella terza cappella a sinistra un Doloroso di Pietro Paolo Naldini, Sacrificio di Isacco e Scoperta di Mosè di Domenico Corvi; nella prima, Madonna e sette santi di Agostino Masucci.

## Descrizione
L'edificio è a navata unica, con cinque cappelle per lato.
La controfacciata è completamente occupata da una grande Crocifissione, verso cui convergono le 14 scene di "Storie della Passione" affrescate nel registro superiore entro il 1613.
La facciata concava, opera di stile barocco del tardo XVII secolo, è di Carlo Fontana (1681-1687).
All'interno sono collocate opere, tra gli altri, di 
- Gregorio Guglielmi (Miracoli di Santa Giuliana Falconieri, 6 dipinti su tela[5], 1750–51)
- Francesco Salviati (Storie della Vergine) nella cappella Grifoni, la terza a destra;
- Perin del Vaga (la Creazione di Eva e gli Evangelisti Marco e Giovanni), mentre gli Evangelisti Matteo e Luca sono stati realizzati da Daniele da Volterra su cartoni dello stesso Perin del Vaga, tutti nella cappella del Crocifisso, la quarta della navata destra;
- Alessandro Algardi (busti della famiglia Frangipane) e Taddeo e Federico Zuccari (Conversione di san Paolo), nella cappella Frangipane, la quarta a sinistra;
- Pier Claudio Pantieri (ceramica rappresentante la Madonna del Fuoco, patrona di Forlì: per questo, nella ricorrenza - il 4 febbraio - si raduna in San Marcello la comunità romagnola presente a Roma), nella Cappella di San Pellegrino Laziosi, servita forlivese.

A sinistra dell'ingresso è il monumento eretto dal Sansovino per il cardinale Giovanni Michiel, avvelenato in Castel Sant'Angelo.
Nella cappella del Crocifisso (la quarta a destra) si trova il monumento funebre del cardinal Consalvi e del fratello, opera neoclassica di Rinaldo Rinaldi. Il ciborio di pietre dure posto sull'altare è opera di Carlo Francesco Bizzaccheri (1691).
Nella cappella di San Pellegrino Laziosi (la quinta a destra, la più vicina all'abside), sono sepolti i cardinali Fabrizio Paolucci e Camillo Merlini Paolucci, che la fecero ornare con opere di Pietro Bracci (il sepolcro di Fabrizio), di Tommaso Righi (il sepolcro di Camillo), di Aureliano Milani e di Domenico Corvi (due tele di ispirazione veterotestamentaria, Il sacrificio di Isacco e Il ritrovamento di Mosè).
Tutti gli anni la chiesa ospita un presepe artistico di ambientazione romana.
La chiesa è retta dai Servi di Maria.

## Sepolture
Tra le sepolture vi sono diversi personaggi illustri, come il cardinal Ercole Consalvi, protagonista della complessa stagione napoleonica, e il pontefice Marcello I.